# Philip Pullman
Philip Pullman FRSL (Norwich, Anglaterra, 19 d'octubre del 1946) és un escriptor anglès, autor de la popular trilogia de novel·les fantàstiques La matèria obscura, que va obtenir el 1995 el prestigiós premi Carnegie Medal, concebut com una de les millors obres del gènere infantil i juvenil. A més, la sèrie completa es col·locà en el tercer lloc de The Big Read, l'enquesta sobre gustos literaris que organitzà la BBC.
L'any 2005 va guanyar el premi Memorial Astrid Lindgren.

## Obres

### La matèria obscura
- Llums del nord també publicat com La brúixola daurada (Northern Lights o també The Golden Compass, 1995)
- La daga (The Subtle Knife,1997)
- L'allargavista d'ambre (The Amber Spyglass, 2000)

#### Adjacents a La matèria obscura
Publicats en català per Fanbooks editorial.

#### El llibre de la Pols
- El Llibre de la Pols. La Belle Sauvage (The Book of Dust: La Belle Sauvage, 2017), precuela de La brúixola daurada
- El Llibre de la Pols 2. L'aliança secreta (The Secret Commonwealth, 2019), continuació de L'allargavista d'ambre 7 anys després i passats 20 anys de La Belle Sauvage.

#### Histories relacionades
- Lyra's Oxford (2003), situada 2 anys després de L'allargavista d'ambre.
- Once Upon a Time in the North (2008), situat abans de La brúixola daurada.
- The Collectors (2014), situat entre La Belle Sauvage i La brúixola daurada.
- Serpentine (2020), situada 5 anys després L'allargavista d'ambre i abans de L'aliança secreta.

### Sally Lockhart
Publicats en català per Bromera Editorial i amb traducció d'Albert Torrescasana
- La maledicció del robí (The Ruby in the Smoke, 1984)
- L'ombra del Nord (The Shadow in the North, 1986)
- El tigre del pou (The Tiger in the Well, 1990)
- La princesa de llauna (The Tin Princess, 1994)

### Novel·les juvenils
- How to be Cool (1987)
- The Broken Bridge (1990)
- The White Mercedes (1992), publicat de nou com The Butterfly Tattoo (1998)

### Obres infantils

#### Serie de novel·lesThe New-Cut Gang
- Thunderbolt's Waxwork (1994)
- The Gas-Fitters' Ball (1995)

#### Novel·les infantils
- El comte Karlstein (Count Karlstein, 1982). Publicat per Bromera Editorial i amb traducció de Josep Franco.
- Jack Peusalats (Spring-Heeled Jack, 1989). Publicat per Bromera Editorial i amb traducció de Josep Franco.
- I was a Rat! or The Scarlet Slippers (1999).
- The Scarecrow and his Servant (2004).

#### Relats infantils
- El rellotge mecànic (Clockwork, or, All Wound Up, 1995). Publicat per Bromera Editorial i amb traducció de Josep Franco.
- Lila i el secret dels focs (The Firework-Maker's Daughter, 1995). Publicat per Bromera Editorial i amb traducció de Josep Franco.
- Fairy Tales From The Brothers Grimm (2012), col·lecció de 50 relats infantils.

#### Llibres pictorics
- The Wonderful Story of Aladdin and the Enchanted Lamp (1993)
- Mossycoat (1998)
- Puss in Boots: The Adventures of That Most Enterprising Feline (2000)

### Altres obres
- The Haunted Storm (1972)
- Galatea (1976)
- The Good Man Jesus and the Scoundrel Christ (2010)

### Comics
- The Adventures of John Blake (2008)

### Obres de teatre
- Frankenstein (1990)
- Sherlock Holmes and the Limehouse Horror (1992)

### No ficció
- Ancient Civilizations (1978), historic.
- Using the Oxford Junior Dictionary (1978), guia
- Daemon Voices: Essays on Storytelling (2017), ensaig

## Adaptacions

### Televisió
- How to Be Cool (1988), mini serie de tres episodis, adaptació de la novel·la homonima.
- I Was a Rat, (2001), mini serie produïda per la BBC l'any 2001. Tres episodis d'una hora cadascun.
- Dos telefilms basats en els dos primers llibres de Sally Lockhart: The Ruby in the Smoke, estrenat al 2006 i The Shadow in the North, al 2007. Totes dues estrenades per la BBC.
- His Dark Materials (2019-2022), serie produïda per la BBC i HBO, adaptant els tres principals llibres de La Matèria Obscura.

### Cinema
- La brúixola daurada, basada en el primer llibre de La Matèria Obscura.
- Una adaptació de The Butterfly Tattoo, pel·lícula estrenada al 2008.